# Juniorvärldsmästerskapet i volleyboll för damer 2015
Juniorvärldsmästerskapet i volleyboll för damer 2015 utspelade sig mellan 11 och 19 september 2015 i Caguas, Gurabo, Juncos och Maunabo, i Puerto Rico. Det var den 18:e upplagan av turneringen, där 16 U20-landslag deltog. Dominikanska republiken blev mästare för första gången genom att besegra Brasilien i finalen. Brayelin Martínez, Dominikanska republiken, utsågs till turneringens mest värdefulla spelare.

## Kvalificering
I turneringen deltog: arrangörslandets landslag, ett landslag kvalificerat genom afrikanska juniormästerskapet 2015 , två landslag kvalificerade genom asiatiska juniormästerskapet, två europeiska landslag kvalificerade via kvalomgångar, ett landslag kvalificerat via nordamerikanska juniormästerskapet 2014, två landslag kvalificerade genom sydamerikanska juniormästerskapet 2014 och sju landslag kvalificerade genom sin placering på FIVB:s världsrankingen.

## Arenor
|                                                                     |                                                                              |                                                                    |
|                                                                     |                                                                              |                                                                    |
| Coliseo Héctor Solá Bezares Stad: Caguas Kapacitet: 7 500 Öppnad: - | Coliseo Municipal Fernando Hernández Stad: Gurabo Kapacitet: 3 500 Öppnad: - | Coliseo Rafael G. Amalbert Stad: Juncos Kapacitet: 3 500 Öppnad: - |

|                                                                    |  |  |
|                                                                    |  |  |
| Coliseo Municipal Maunabo Stad: Maunabo Kapacitet: 2 500 Öppnad: - |  |  |

## Regelverk

### Upplägg
Tävlingen genomfördes i tre steg, de två första bestod av gruppspel och den sista av cupspel.
- I det första steget var lagen indelade i fyra grupper om fyra där alla mötte alla i sin grupp. De två första i varje grupp gick vidare till grupperna E eller F, medan de två sista gick vidare i grupperna G och H.
- Även i det andra steget var lagen indelade i fyra grupper om fyra där alla mötte alla i sin grupp.
  - De två första i grupp E och F gick vidare till spel om plats 1-4
  - De två sista i grupp E och F gick vidare till spel om plats 5-8
  - De två första i grupp G och H gick vidare till spel om plats 9-12
  - De två sista i grupp G och H gick vidare till spel om plats 13-16

### Metod för att bestämma tabellplacering
Vid setsiffrorna 3-0 och 3-1 tilldelades det vinnande laget 3 poäng och det förlorande laget 0 poäng, med setsiffrorna 3-2  tilldelades det vinnande laget 2 poäng och det förlorande laget 1 poäng)
Rangordningen bestämdes utifrån (i tur och ordning):
- Antal vunna matcher
- Poäng
- Förhållandet mellan vunna/förlorade set
- Förhållandet mellan vunna/förlorade bollpoäng
- Inbördes möten.

## Deltagande lag
| Lag                     | Kvalificerat som                                | Deltog senast |
| ----------------------- | ----------------------------------------------- | ------------- |
| Brasilien               | 1:a sydamerikanska juniormästerskapet 2014      | Tjeckien 2013 |
| Bulgarien               | 6:a på FIVB:s världsranking för U20-landslag    | Tjeckien 2013 |
| Dominikanska republiken | 9:a(?) på FIVB:s världsranking för U20-landslag | Tjeckien 2013 |
| Egypten                 | 1:a afrikanska juniormästerskapet 2015          | Tjeckien 2013 |
| Japan                   | 2:a asiatiska juniormästerskapet 2014           | Tjeckien 2013 |
| Italien                 | 13:e på FIVB:s världsranking för U20-landslag   | Tjeckien 2013 |
| Kina                    | 1:a asiatiska juniormästerskapet 2014           | Tjeckien 2013 |
| Kuba                    | 2ª al nordamerikanska juniormästerskapet 2014   | Peru 2011     |
| Mexiko                  | 9:a(?) på FIVB:s världsranking för U20-landslag | Tjeckien 2013 |
| Peru                    | 2:a sydamerikanska juniormästerskapet 2014      | Tjeckien 2013 |
| Puerto Rico             | Värdland                                        | Tjeckien 2013 |
| Ryssland                | 1:a kval, zon H                                 | Tjeckien 2013 |
| Serbien                 | 1:a kval, zon G                                 | Tjeckien 2013 |
| Taiwan                  | 10:a på FIVB:s världsranking för U20-landslag   | Tjeckien 2013 |
| Tjeckien                | 8:a på FIVB:s världsranking för U20-landslag    | Tjeckien 2013 |
| Turkiet                 | 7:a på FIVB:s världsranking för U20-landslag    | Tjeckien 2013 |

## Turneringen

### Första rundan
Första rundan lottades 1 juli 2015 i Carolina.
| Grupp A     | Grupp B | Grupp C | Grupp D                 |
| ----------- | ------- | ------- | ----------------------- |
| Kuba        | Kina    | Egypten | Brasilien               |
| Bulgarien   | Mexiko  | Japan   | Tjeckien                |
| Puerto Rico | Peru    | Italien | Dominikanska republiken |
| Ryssland    | Serbien | Taiwan  | Turkiet                 |

#### Grupp A

##### Resultat
| 11 september 2015 Coliseo Municipal Maunabo, Maunabo Speltid: 1h:19 - Åskådare: 1 000 | Kuba        | 0 - 3 | Ryssland  | 9-25, 22-25, 17-25               |
| 11 september 2015 Coliseo Municipal Maunabo, Maunabo Speltid: 2h:10 - Åskådare: 3 500 | Puerto Rico | 1 - 3 | Bulgarien | 25-23, 17-25, 19-25, 21-25       |
| 12 september 2015 Coliseo Municipal Maunabo, Maunabo Speltid: 1h:50 - Åskådare: 250   | Kuba        | 1 - 3 | Bulgarien | 19-25, 26-24, 19-25, 16-25       |
| 12 september 2015 Coliseo Rafael G. Amalbert, Juncos Speltid: 1h:33 - Åskådare: 2 100 | Puerto Rico | 0 - 3 | Ryssland  | 14-25, 17-25, 21-25              |
| 13 september 2015 Coliseo Municipal Maunabo, Maunabo Speltid: 1h:19 - Åskådare: 250   | Ryssland    | 3 - 0 | Bulgarien | 25-19, 25-15, 25-19              |
| 13 september 2015 Coliseo Fernando Hernández, Gurabo Speltid: 2h:08 - Åskådare: 2 700 | Puerto Rico | 2 - 3 | Kuba      | 14–25, 20-25, 25-20, 25-11, 7-15 |

##### Sluttabell
| Pos.. | Lag         | Pt | M | V | F | SV | SF | Kvot  | PV  | PV  | Kvot  |
| ----- | ----------- | -- | - | - | - | -- | -- | ----- | --- | --- | ----- |
| 1     | Ryssland    | 9  | 3 | 3 | 0 | 9  | 0  | MAX   | 225 | 153 | 1.470 |
| 2     | Bulgarien   | 6  | 3 | 2 | 1 | 6  | 5  | 1.200 | 250 | 237 | 1.054 |
| 3     | Kuba        | 2  | 3 | 1 | 2 | 4  | 8  | 0.500 | 224 | 265 | 0.845 |
| 4     | Puerto Rico | 1  | 3 | 0 | 3 | 3  | 9  | 0.333 | 225 | 269 | 0.836 |

#### Grupp B

##### Resultat
| 11 september 2015 Coliseo Rafael G. Amalbert, Juncos Speltid: 1h:20 - Åskådare: 120 | Kina   | 3 - 0 | Mexiko  | 25-18, 25-13, 25-23              |
| 11 september 2015 Coliseo Rafael G. Amalbert, Juncos Speltid: 1h:33 - Åskådare: 250 | Peru   | 3 - 0 | Serbien | 25-18, 25-21, 28-26              |
| 12 september 2015 Coliseo Rafael G. Amalbert, Juncos Speltid: 1h:20 - Åskådare: 120 | Mexiko | 0 - 3 | Serbien | 19-25, 8-25, 15-25               |
| 12 september 2015 Coliseo Municipal Maunabo, Maunabo Speltid: 1h:48 - Åskådare: 500 | Peru   | 3 - 0 | Kina    | 26-24, 25-21, 27-25              |
| 13 september 2015 Coliseo Rafael G. Amalbert, Juncos Speltid: 2h:02 - Åskådare: 90  | Kina   | 2 - 3 | Serbien | 20-25, 25-14, 25-18, 17-25, 5-15 |
| 13 september 2015 Coliseo Rafael G. Amalbert, Juncos Speltid: 1h:35 - Åskådare: 280 | Mexiko | 0 - 3 | Peru    | 14-25, 22-25, 23-25              |

##### Sluttabell
| Pos.. | Lag     | Pt | M | V | F | SV | SF | Kvot  | PV  | PV  | Kvot  |
| ----- | ------- | -- | - | - | - | -- | -- | ----- | --- | --- | ----- |
| 1     | Peru    | 9  | 3 | 3 | 0 | 9  | 0  | MAX   | 231 | 194 | 1.190 |
| 2     | Serbien | 5  | 3 | 2 | 1 | 6  | 5  | 1.200 | 237 | 212 | 1.117 |
| 3     | Kina    | 4  | 3 | 1 | 2 | 5  | 6  | 0.833 | 237 | 229 | 1.034 |
| 4     | Mexiko  | 0  | 3 | 0 | 3 | 0  | 9  | 0.000 | 155 | 225 | 0.688 |

#### Grupp C

##### Resultat
| 11 september 2015 Coliseo Héctor Solá Bezares, Caguas Speltid: 1h:11 - Åskådare: 100 | Japan   | 3 - 0 | Egypten | 25-12, 25-8, 25-10         |
| 11 september 2015 Coliseo Héctor Solá Bezares, Caguas Speltid: 1h:15 - Åskådare: 150 | Taiwan  | 0 - 3 | Italien | 22-25, 12-25, 21-25        |
| 12 september 2015 Coliseo Héctor Solá Bezares, Caguas Speltid: 1h:18 - Åskådare: 125 | Italien | 3 - 0 | Egypten | 25-15, 25-15, 25-18        |
| 12 september 2015 Coliseo Héctor Solá Bezares, Caguas Speltid: 1h:24 - Åskådare: 200 | Japan   | 3 - 0 | Taiwan  | 25-18, 25-17, 26-24        |
| 13 september 2015 Coliseo Héctor Solá Bezares, Caguas Speltid: 1h:58 - Åskådare: 125 | Egypten | 1 - 3 | Taiwan  | 26-24, 17-25, 18-25, 17-25 |
| 13 september 2015 Coliseo Héctor Solá Bezares, Caguas Speltid: 1h:44 - Åskådare: 175 | Japan   | 1 - 3 | Italien | 25-21, 21-25, 9-25, 24-26  |

##### Sluttabell
| Pos.. | Lag     | Pt | M | V | F | SV | SF | Kvot  | PV  | PV  | Kvot  |
| ----- | ------- | -- | - | - | - | -- | -- | ----- | --- | --- | ----- |
| 1     | Italien | 9  | 3 | 3 | 0 | 9  | 1  | 9.000 | 247 | 182 | 1.357 |
| 2     | Japan   | 6  | 3 | 2 | 1 | 7  | 3  | 2.333 | 230 | 186 | 1.236 |
| 3     | Taiwan  | 3  | 3 | 1 | 2 | 3  | 7  | 0.428 | 213 | 230 | 0.926 |
| 4     | Egypten | 0  | 3 | 0 | 3 | 1  | 9  | 0.111 | 157 | 249 | 0.630 |

#### Grupp D

##### Resultat
| 11 september 2015 Coliseo Fernando Hernández, Gurabo Speltid: 1h:23 - Åskådare: 438   | Brasilien               | 3 - 0 | Tjeckien  | 25-18, 25-11, 25-17        |
| 11 september 2015 Coliseo Fernando Hernández, Gurabo Speltid: 1h:19 - Åskådare: 428   | Dominikanska republiken | 3 - 0 | Turkiet   | 25-20, 25-14, 25-20        |
| 12 september 2015 Coliseo Fernando Hernández, Gurabo Speltid: 1h:56 - Åskådare: 550   | Dominikanska republiken | 3 - 1 | Tjeckien  | 25-20, 24-26, 25-19, 25-14 |
| 12 september 2015 Coliseo Fernando Hernández, Gurabo Speltid: 1h:26 - Åskådare: 600   | Brasilien               | 3 - 0 | Turkiet   | 25-19, 25-17, 25-17        |
| 13 september 2015 Coliseo Fernando Hernández, Gurabo Speltid: 2h:09 - Åskådare: 850   | Turkiet                 | 3 - 1 | Tjeckien  | 25-19, 23-25, 25-19, 25-15 |
| 13 september 2015 Coliseo Municipal Maunabo, Maunabo Speltid: 1h:32 - Åskådare: 1 500 | Dominikanska republiken | 3 - 0 | Brasilien | 25-22, 25-22, 25-19        |

##### Sluttabell
| Pos.. | Lag                     | Pt | M | V | F | SV | SF | Kvot  | PV  | PV  | Kvot  |
| ----- | ----------------------- | -- | - | - | - | -- | -- | ----- | --- | --- | ----- |
| 1     | Dominikanska republiken | 9  | 3 | 3 | 0 | 9  | 1  | 9.000 | 249 | 196 | 1.270 |
| 2     | Brasilien               | 6  | 3 | 2 | 1 | 6  | 3  | 2.000 | 213 | 174 | 1.224 |
| 3     | Turkiet                 | 3  | 3 | 1 | 2 | 3  | 7  | 0.428 | 205 | 228 | 0.899 |
| 4     | Tjeckien                | 0  | 3 | 0 | 3 | 2  | 9  | 0.222 | 203 | 272 | 0.746 |

### Andra rundan
| Grupp E   | Grupp F                 | Grupp G  | Grupp H     |
| --------- | ----------------------- | -------- | ----------- |
| Brasilien | Bulgarien               | Kuba     | Kina        |
| Italien   | Japan                   | Mexiko   | Egypten     |
| Ryssland  | Peru                    | Tjeckien | Puerto Rico |
| Serbien   | Dominikanska republiken | Taiwan   | Turkiet     |

#### Grupp E

##### Resultat
| 15 september 2015 Coliseo Fernando Hernández, Gurabo Speltid: 1h:45 - Åskådare: 350 | Ryssland  | 1 - 3 | Serbien   | 25-20, 18-25, 16-25, 18-25      |
| 15 september 2015 Coliseo Fernando Hernández, Gurabo Speltid: 1h:59 - Åskådare: 550 | Italien   | 1 - 3 | Brasilien | 11-25, 22-25, 27-25, 20–25      |
| 16 september 2015 Coliseo Fernando Hernández, Gurabo Speltid: 2h:23 - Åskådare: 480 | Ryssland  | 2 - 3 | Brasilien | 25-19, 8-25, 25-21, 16-25, 7-15 |
| 16 september 2015 Coliseo Fernando Hernández, Gurabo Speltid: 2h:07 - Åskådare: 495 | Italien   | 3 - 1 | Serbien   | 19-25, 25-21, 25-20, 25-13      |
| 17 september 2015 Coliseo Fernando Hernández, Gurabo Speltid: 1h:31 - Åskådare: 450 | Ryssland  | 0 - 3 | Italien   | 18-25, 24-26, 15-25             |
| 17 september 2015 Coliseo Fernando Hernández, Gurabo Speltid: 2h:01 - Åskådare: 550 | Brasilien | 3 - 1 | Serbien   | 25-14, 27-25, 27-29, 25-20      |

##### Sluttabell
| Pos.. | Lag       | Pt | M | V | F | SV | SF | Kvot  | PV  | PV  | Kvot  |
| ----- | --------- | -- | - | - | - | -- | -- | ----- | --- | --- | ----- |
| 1     | Brasilien | 8  | 3 | 3 | 0 | 9  | 4  | 2.250 | 309 | 249 | 1.240 |
| 2     | Italien   | 6  | 3 | 2 | 1 | 7  | 4  | 1.750 | 250 | 238 | 1.050 |
| 3     | Serbien   | 3  | 3 | 1 | 2 | 5  | 7  | 0.714 | 264 | 275 | 0.960 |
| 4     | Ryssland  | 1  | 3 | 0 | 3 | 3  | 9  | 0.333 | 215 | 276 | 0.778 |

#### Grupp F

##### Resultat
| 15 september 2015 Coliseo Rafael G. Amalbert, Juncos Speltid: 1h:18 - Åskådare: 80  | Dominikanska republiken | 3 - 0 | Japan                   | 25-22, 25-15, 25-14 |
| 15 september 2015 Coliseo Rafael G. Amalbert, Juncos Speltid: 1h:33 - Åskådare: 330 | Peru                    | 3 - 0 | Bulgarien               | 25-21, 25-21, 25-12 |
| 16 september 2015 Coliseo Rafael G. Amalbert, Juncos Speltid: 1h:14 - Åskådare: 100 | Dominikanska republiken | 3 - 0 | Bulgarien               | 25-11, 25-17, 25-18 |
| 16 september 2015 Coliseo Rafael G. Amalbert, Juncos Speltid: 1h:33 - Åskådare: 320 | Peru                    | 0 - 3 | Japan                   | 20-25, 24-26, 17-25 |
| 17 september 2015 Coliseo Rafael G. Amalbert, Juncos Speltid: 1h:22 - Åskådare: 130 | Japan                   | 3 - 0 | Bulgarien               | 25-16, 25-12, 28-26 |
| 17 september 2015 Coliseo Rafael G. Amalbert, Juncos Speltid: 1h:38 - Åskådare: 350 | Peru                    | 0 - 3 | Dominikanska republiken | 14-25, 22-25, 26-28 |

##### Sluttabell
| Pos.. | Lag                     | Pt | M | V | F | SV | SF | Kvot  | PV  | PV  | Kvot  |
| ----- | ----------------------- | -- | - | - | - | -- | -- | ----- | --- | --- | ----- |
| 1     | Dominikanska republiken | 9  | 3 | 3 | 0 | 9  | 0  | MAX   | 228 | 159 | 1.433 |
| 2     | Japan                   | 6  | 3 | 2 | 1 | 6  | 3  | 2.000 | 205 | 190 | 1.078 |
| 3     | Peru                    | 3  | 3 | 1 | 2 | 3  | 6  | 0.500 | 198 | 208 | 0.951 |
| 4     | Bulgarien               | 0  | 3 | 0 | 3 | 0  | 9  | 0.000 | 154 | 228 | 0.675 |

#### Grupp G

##### Resultat
| 15 september 2015 Coliseo Municipal Maunabo, Maunabo Speltid: 1h:26 - Åskådare: 100 | Taiwan   | 3 - 0 | Mexiko   | 25-13, 25-20, 25-16               |
| 15 september 2015 Coliseo Municipal Maunabo, Maunabo Speltid: 1h:34 - Åskådare: 225 | Kuba     | 0 - 3 | Tjeckien | 29-31, 13-25, 22-25               |
| 16 september 2015 Coliseo Municipal Maunabo, Maunabo Speltid: 2h:10 - Åskådare: 100 | Taiwan   | 3 - 2 | Tjeckien | 25-23, 15-25, 24-26, 25-13, 15-9  |
| 16 september 2015 Coliseo Municipal Maunabo, Maunabo Speltid: 1h:11 - Åskådare: 200 | Kuba     | 3 - 2 | Mexiko   | 20-25, 25-23, 26-24, 27-29, 15-10 |
| 17 september 2015 Coliseo Municipal Maunabo, Maunabo Speltid: 1h:13 - Åskådare: 100 | Taiwan   | 3 - 0 | Kuba     | 25-19, 25-22, 25-16               |
| 17 september 2015 Coliseo Municipal Maunabo, Maunabo Speltid: 1h:54 - Åskådare: 450 | Tjeckien | 3 - 1 | Mexiko   | 25-18, 17-25, 25-20, 25-15        |

##### Sluttabell
| Pos.. | Lag      | Pt | M | V | F | SV | SF | Kvot  | PV  | PV  | Kvot  |
| ----- | -------- | -- | - | - | - | -- | -- | ----- | --- | --- | ----- |
| 1     | Taiwan   | 8  | 3 | 3 | 0 | 9  | 2  | 4.500 | 254 | 202 | 1.257 |
| 2     | Tjeckien | 7  | 3 | 2 | 1 | 8  | 4  | 2.000 | 269 | 246 | 1.093 |
| 3     | Kuba     | 2  | 3 | 1 | 2 | 3  | 8  | 0.375 | 234 | 267 | 0.876 |
| 4     | Mexiko   | 1  | 3 | 0 | 3 | 3  | 9  | 0.333 | 238 | 280 | 0.850 |

#### Grupp H

##### Resultat
| 15 september 2015 Coliseo Héctor Solá Bezares, Caguas Speltid: 1h:17 - Åskådare: 100 | Kina        | 3 - 0 | Egypten     | 25-16, 25-16, 25-17               |
| 15 september 2015 Coliseo Héctor Solá Bezares, Caguas Speltid: 2h:20 - Åskådare: 350 | Turkiet     | 3 - 2 | Puerto Rico | 22-25, 25-18, 23-25, 25-18, 15-12 |
| 16 september 2015 Coliseo Héctor Solá Bezares, Caguas Speltid: 1h:52 - Åskådare: 100 | Turkiet     | 3 - 1 | Egypten     | 25-16, 25-23, 18-25, 25-21        |
| 16 september 2015 Coliseo Héctor Solá Bezares, Caguas Speltid: 1h:16 - Åskådare: 200 | Kina        | 3 - 0 | Puerto Rico | 25-20, 25-20, 25-14               |
| 17 september 2015 Coliseo Héctor Solá Bezares, Caguas Speltid: 2h:01 - Åskådare: 100 | Kina        | 1 - 3 | Turkiet     | 25-16, 20-25, 20-25, 23-25        |
| 17 september 2015 Coliseo Héctor Solá Bezares, Caguas Speltid: 2h:23 - Åskådare: 225 | Puerto Rico | 3 - 2 | Egypten     | 25-16, 25-10, 18-25, 23-25, 18-16 |

##### Sluttabell
| Pos.. | Lag         | Pt | M | V | F | SV | SF | Kvot  | PV  | PV  | Kvot  |
| ----- | ----------- | -- | - | - | - | -- | -- | ----- | --- | --- | ----- |
| 1     | Turkiet     | 8  | 3 | 3 | 0 | 9  | 4  | 2.250 | 294 | 271 | 1.084 |
| 2     | Kina        | 6  | 3 | 2 | 1 | 7  | 3  | 2.333 | 238 | 194 | 1.226 |
| 3     | Puerto Rico | 3  | 3 | 1 | 2 | 5  | 8  | 0.625 | 261 | 277 | 0.942 |
| 4     | Egypten     | 1  | 3 | 0 | 3 | 3  | 9  | 0.333 | 226 | 277 | 0.815 |

### Slutspelsfasen

#### Finalspel
|  | Semifinaler             | Semifinaler |                         |           | Final               | Final               |  |
|  |                         |             |                         |           |                     |                     |  |
|  | Brasilien               | 3           |                         |           |                     |                     |  |
|  | Brasilien               | 3           |                         |           |                     |                     |  |
|  | Japan                   | 0           |                         |           |                     |                     |  |
|  | Japan                   | 0           |                         | Brasilien | 2                   |                     |  |
|  |                         |             |                         | Brasilien | 2                   |                     |  |
|  |                         |             | Dominikanska republiken | 3         |                     |                     |  |
|  | Dominikanska republiken | 3           | Dominikanska republiken | 3         |                     |                     |  |
|  | Dominikanska republiken | 3           |                         |           |                     |                     |  |
|  | Italien                 | 2           |                         |           | Match om tredjepris | Match om tredjepris |  |
|  | Italien                 | 2           |                         |           |                     |                     |  |
|  |                         |             |                         |           |                     |                     |  |
|  |                         |             |                         |           | Japan               | 0                   |  |
|  |                         |             |                         |           | Japan               | 0                   |  |
|  |                         |             |                         |           | Italien             | 3                   |  |

##### Semifinaler
| 18 september 2015 Coliseo Municipal Maunabo, Maunabo Speltid: 2h:28 - Åskådare: 1 800 | Dominikanska republiken | 3 - 2 | Italien | 25-20, 19-25, 25-22, 24-26, 15-7 |
| 18 september 2015 Coliseo Fernando Hernández, Gurabo Speltid: 1h:31 - Åskådare: 610   | Brasilien               | 3 - 0 | Japan   | 25-18, 25-15, 25-21              |

##### Match om tredjepris
| 19 september 2015 Coliseo Héctor Solá Bezares, Caguas Speltid: 1h:32 - Åskådare: 100 | Japan | 0 - 3 | Italien | 26-28, 22-25, 19-25 |

##### Final
| 19 september 2015 Coliseo Héctor Solá Bezares, Caguas Speltid: 2h:39 - Åskådare: 1 200 | Brasilien | 2 - 3 | Dominikanska republiken | 25-17, 21-25, 17-25, 26-24, 14-16 |

#### Spel om plats 5-8
|  | Matcher om 5-8:e plats | Matcher om 5-8:e plats |      |         | Match om femteplats  | Match om femteplats  |  |
|  |                        |                        |      |         |                      |                      |  |
|  | Serbien                | 3                      |      |         |                      |                      |  |
|  | Serbien                | 3                      |      |         |                      |                      |  |
|  | Bulgarien              | 0                      |      |         |                      |                      |  |
|  | Bulgarien              | 0                      |      | Serbien | 3                    |                      |  |
|  |                        |                        |      | Serbien | 3                    |                      |  |
|  |                        |                        | Peru | 1       |                      |                      |  |
|  | Peru                   | 3                      | Peru | 1       |                      |                      |  |
|  | Peru                   | 3                      |      |         |                      |                      |  |
|  | Ryssland               | 2                      |      |         | Match om sjundeplats | Match om sjundeplats |  |
|  | Ryssland               | 2                      |      |         |                      |                      |  |
|  |                        |                        |      |         |                      |                      |  |
|  |                        |                        |      |         | Bulgarien            | 2                    |  |
|  |                        |                        |      |         | Bulgarien            | 2                    |  |
|  |                        |                        |      |         | Ryssland             | 3                    |  |

##### Semifinaler
| 18 september 2015 Coliseo Rafael G. Amalbert, Juncos Speltid: 1h:35 - Åskådare: 60  | Serbien | 3 - 0 | Bulgarien | 25-23, 25-20, 29-27        |
| 18 september 2015 Coliseo Rafael G. Amalbert, Juncos Speltid: 1h:58 - Åskådare: 150 | Peru    | 3 - 1 | Ryssland  | 12-25, 25-21, 25-16, 25-22 |

##### Match om sjundeplats
| 19 september 2015 Coliseo Rafael G. Amalbert, Juncos Speltid: 2h:25 - Åskådare: 70 | Bulgarien | 2 - 3 | Ryssland | 22-25, 25-23, 26-24, 18-25, 9-15 |

##### Match om femteplats
| 19 september 2015 Coliseo Rafael G. Amalbert, Juncos Speltid: 2h:05 - Åskådare: 220 | Serbien | 3 - 1 | Peru | 18-25, 26-24, 25-23, 25-23 |

#### Spel om plats 9-12
|  | Matcher om 9-12:e plats | Matcher om 9-12:e plats |         |      | Match om niondeplats | Match om niondeplats |  |
|  |                         |                         |         |      |                      |                      |  |
|  | Taiwan                  | 0                       |         |      |                      |                      |  |
|  | Taiwan                  | 0                       |         |      |                      |                      |  |
|  | Kina                    | 3                       |         |      |                      |                      |  |
|  | Kina                    | 3                       |         | Kina | 3                    |                      |  |
|  |                         |                         |         | Kina | 3                    |                      |  |
|  |                         |                         | Turkiet | 1    |                      |                      |  |
|  | Turkiet                 | 3                       | Turkiet | 1    |                      |                      |  |
|  | Turkiet                 | 3                       |         |      |                      |                      |  |
|  | Tjeckien                | 0                       |         |      | Match om elfteplats  | Match om elfteplats  |  |
|  | Tjeckien                | 0                       |         |      |                      |                      |  |
|  |                         |                         |         |      |                      |                      |  |
|  |                         |                         |         |      | Taiwan               | 3                    |  |
|  |                         |                         |         |      | Taiwan               | 3                    |  |
|  |                         |                         |         |      | Tjeckien             | 1                    |  |

##### Semifinaler
| 18 september 2015 Coliseo Héctor Solá Bezares, Caguas Speltid: 1h:03 - Åskådare: 100 | Taiwan  | 0 - 3 | Kina     | 12-25, 21-25, 11-25 |
| 18 september 2015 Coliseo Héctor Solá Bezares, Caguas Speltid: 1h:10 - Åskådare: 125 | Turkiet | 3 - 0 | Tjeckien | 25-9, 25-19, 25-13  |

##### Match om niondeplats
| 19 september 2015 Coliseo Municipal Maunabo, Maunabo Speltid: 1h:51 - Åskådare: 150 | Taiwan | 3 - 1 | Tjeckien | 26-24, 25-15, 22-25, 25-19 |

##### Match om elfteplats
| 19 september 2015 Coliseo Municipal Maunabo, Maunabo Speltid: 1h:50 - Åskådare: 150 | Kina | 3 - 1 | Turkiet | 25-20, 17-25, 25-19, 26-24 |

#### Spel om plats 13-16
|  | Matcher om 13-16:e plats | Matcher om 13-16:e plats |             |      | Match om trettondeplats | Match om trettondeplats |  |
|  |                          |                          |             |      |                         |                         |  |
|  | Kuba                     | 3                        |             |      |                         |                         |  |
|  | Kuba                     | 3                        |             |      |                         |                         |  |
|  | Egypten                  | 0                        |             |      |                         |                         |  |
|  | Egypten                  | 0                        |             | Kuba | 3                       |                         |  |
|  |                          |                          |             | Kuba | 3                       |                         |  |
|  |                          |                          | Puerto Rico | 2    |                         |                         |  |
|  | Puerto Rico              | 3                        | Puerto Rico | 2    |                         |                         |  |
|  | Puerto Rico              | 3                        |             |      |                         |                         |  |
|  | Mexiko                   | 1                        |             |      | Match om femtondeplats  | Match om femtondeplats  |  |
|  | Mexiko                   | 1                        |             |      |                         |                         |  |
|  |                          |                          |             |      |                         |                         |  |
|  |                          |                          |             |      | Egypten                 | 1                       |  |
|  |                          |                          |             |      | Egypten                 | 1                       |  |
|  |                          |                          |             |      | Mexiko                  | 3                       |  |

##### Semifinaler
| 18 september 2015 Coliseo Fernando Hernández, Gurabo Speltid: 1h:24 - Åskådare: 420 | Kuba        | 3 - 0 | Egypten | 25-23, 25-18, 25-17        |
| 18 september 2015 Coliseo Fernando Hernández, Gurabo Speltid: 1h:51 - Åskådare: 750 | Puerto Rico | 3 - 1 | Mexiko  | 25-22, 25-16, 17-25, 25-19 |

##### Match om trettondeplats
| 19 september 2015 Coliseo Municipal Maunabo, Maunabo Speltid: 1h:56 - Åskådare: 230 | Egypten | 1 - 3 | Mexiko | 20-25, 25-18, 21-25, 18-25 |

##### Match om femtondeplats
| 19 september 2015 Coliseo Fernando Hernández, Gurabo Speltid: 2h:08 - Åskådare: 630 | Kuba | 3 - 2 | Puerto Rico | 25-18, 22-25, 25-23, 20-25, 15-7 |

## Slutplaceringar
| Pos | Lag                     |
| --- | ----------------------- |
|     | Dominikanska republiken |
|     | Brasilien               |
|     | Italien                 |
| 4   | Japan                   |
| 5   | Serbien                 |
| 6   | Peru                    |
| 7   | Ryssland                |
| 8   | Bulgarien               |
| 9   | Kina                    |
| 10  | Turkiet                 |
| 11  | Taiwan                  |
| 12  | Tjeckien                |
| 13  | Kuba                    |
| 14  | Puerto Rico             |
| 15  | Mexiko                  |
| 16  | Egypten                 |

## Individuella utmärkelser
| Utmärkelse              | Namn              | Lag                     |
| ----------------------- | ----------------- | ----------------------- |
| Mest värdefulla spelare | Brayelin Martínez | Dominikanska republiken |
| Bästa passare           | Misaki Shirai     | Japan                   |
| Bästa högerspiker       | Lorenne Geraldo   | Brasilien               |
| Bästa vänsterspiker     | Brayelin Martínez | Dominikanska republiken |
| Bästa vänsterspiker     | Bojana Milenković | Serbien                 |
| Bästa center            | Maja Aleksić      | Serbien                 |
| Bästa center            | Anna Danesi       | Italien                 |
| Bästa libero            | Žana Todorova     | Bulgarien               |